# Andregoto Galíndez
Andregoto Galíndez navarrai királyné, II. (Aznárez) Galindo aragóniai gróf és második hitvese, Sancha Garcés pamplonai királyi hercegnő leányaként jött világra. Pontos születési helye és ideje sajnos nem ismert, de körülbelül 900-ban jött világra. Andregoto elvileg grófnői címet viselt születése óta, mint apja első számú örököse, ám állítólag nem is ő volt Galindo legidősebb gyermeke.

## Élete
Évekkel azelőtt, hogy Andregoto 933 körül hozzáment III. (Sánchez) García navarra-i királyhoz, Aragónia hivatalosan is beleolvadt a Pamplonai Királyságba. Valamikor 940 előtt férje elvált tőle, állítólag közeli vérrokonságra hivatkozva, ugyanis közös nagyszülőkkel rendelkeztek. Sokak szerint azonban García király csak okot keresett házasságuk felbontására, mivel nyilván politikai indokból előzőleg már ígéretet tett arra, hogy nőül veszi Sunyer (Barcelona grófja) egyetlen leányát, Bonafillát. Andregoto egy fiút szült Garcíának, 938 körül, a leendő II. Sancho pamplonai királyt. Egyes vélemények szerint válása után Andregoto ismét férjhez ment, ám azt nem tudni, hogy mikor és hogy kihez. Arról sem tudni bizonyosat, hogy születtek-e még gyermekei az asszonynak.
972-ben hunyt el, körülbelül 72 éves korában.